# Sztara Zagora
Sztara Zagora (bolgárul Стара Загора) város Bulgáriában, az azonos nevű megye székhelye. A fővárostól 220 km-re található, onnan közúton és vonattal is elérhető.

## Története
Sztara Zagora története jóval a Krisztus előtti időkre vezethető vissza, a környéken több mint 100 prehisztorikus halmot tártak fel, melyek i.e. a hatodiktól a harmadik évezredig bezárólag keletkezhettek. A várostól nyolc kilométerre tárták fel Európa legrégebbi rézbányáját is. Egykoron itt állt az ősi trák város, Beroe, majd 107 körül Traianus római császár hozott létre itt települést Augusta Trajana néven, melyet a 4.-5. században barbár törzsek pusztítottak el. A 6. és 7. században a Vereja nevet viselte, majd a 8. században Eiréné bizánci császárnő tiszteletére egy rövid ideig Irenopolisnak hívták. A második bolgár birodalom (1185–1396) ideje alatt Boruj néven ismerték, 1374-ben török fennhatóság alá került, akik az Eszki Zagra („régi Zagora”) névre nevezték át. Ebben az időszakban vált fontos kereskedelmi és kézműves központtá. Az 1850-es években a török név helyett a bolgár Zseleznik nevet használták. Az 1877–78-as orosz–török háborúban a város szinte teljesen elpusztult. 1879-ben kezdték újjáépíteni, ekkor már Sztara Zagora néven, ami 1875-ben bukkant fel először isztambuli dokumentumokban. A várost Ljubor Bayer cseh építész tervei alapján építették újjá.

## Gazdasága
A városban többféle iparág is jelen van, a textilipar, a kémiai ipar, a műtrágyagyártás, a mezőgazdasági gépgyártás, a dohányipar, valamint a szeszesital-gyártás és a konzervipar. Az áramfejlesztésről a közeli vízerőmű gondoskodik.

## Kultúra
Sztara Zagora történelmi látnivalói közé tartozik az Újkőkorszaki Lakóhelyek Múzeuma, a Berekecka-halom, mely Bulgária legrégebbi településéből maradt fenn, a Nyugati kapunál található római kori maradványok (amfiteátrum, fürdő, falak), Augusta Trajana déli kapuja, az Eszki mecset, az 1877-es sztara zagorai csata emlékére állított szoborcsoport. A városban számos múzeum látogatható, köztük a Regionális Történelmi Múzeum. A település híres a parkjairól, zöld övezeteiről és állatkerttel is rendelkezik. A sztara zagorai operaház az első vidéki operaház volt Bulgáriában, 1925-ben nyílt meg. 15 km-re északkeletre a várostól gyógyfürdő is található.
Márciusban maszkabált rendeznek (kukeri), valamint Baba Marta napját ünneplik a városban. Ezen kívül számos folklórfesztivált és vallásos ünnepi fesztivált is tartanak itt.
A város első osztályban szereplő labdarúgó-klubja a PFK Beroe Sztara Zagora.

## Közlekedés
Sztara Zagora Szófiából vonattal és távolsági buszjáratokkal közelíthető meg, valamint közúton, autópályán. A városon belül helyi buszokkal és taxival lehet közlekedni, a környező falvakkal, településekkel szintén buszok kötik össze a várost.
2001-ig működő charterrepülőtere is volt, azóta azonban csak mezőgazdasági repülőgépek használják.

## Galéria

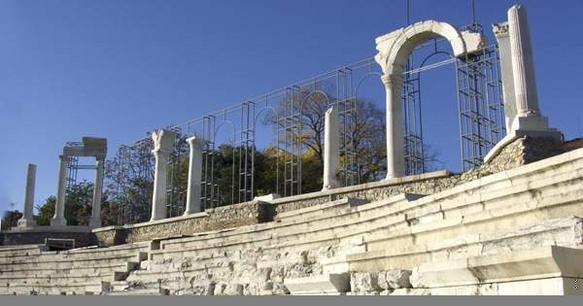
A római amfiteátrum
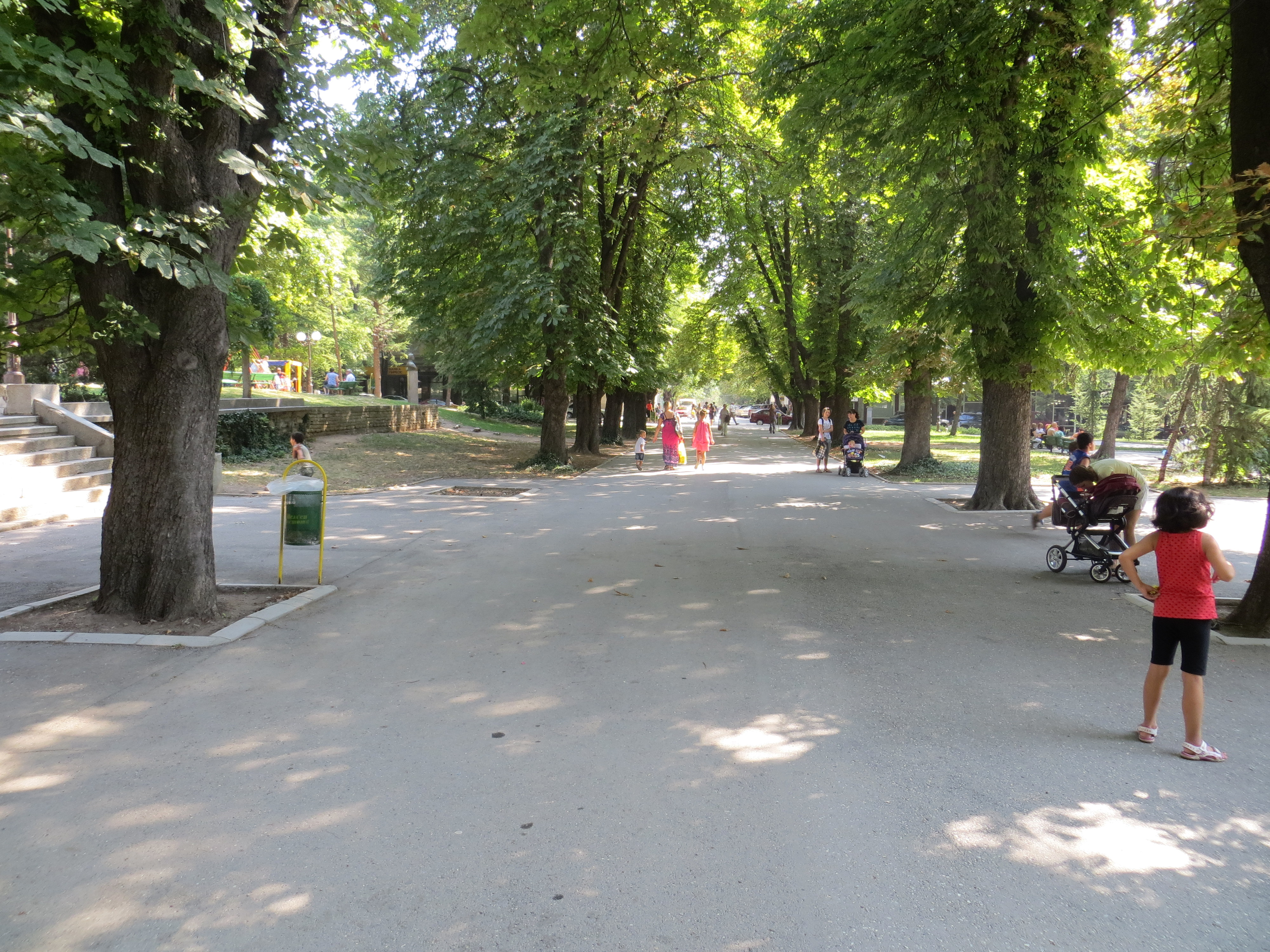
Sztara Zagora egyik parkja
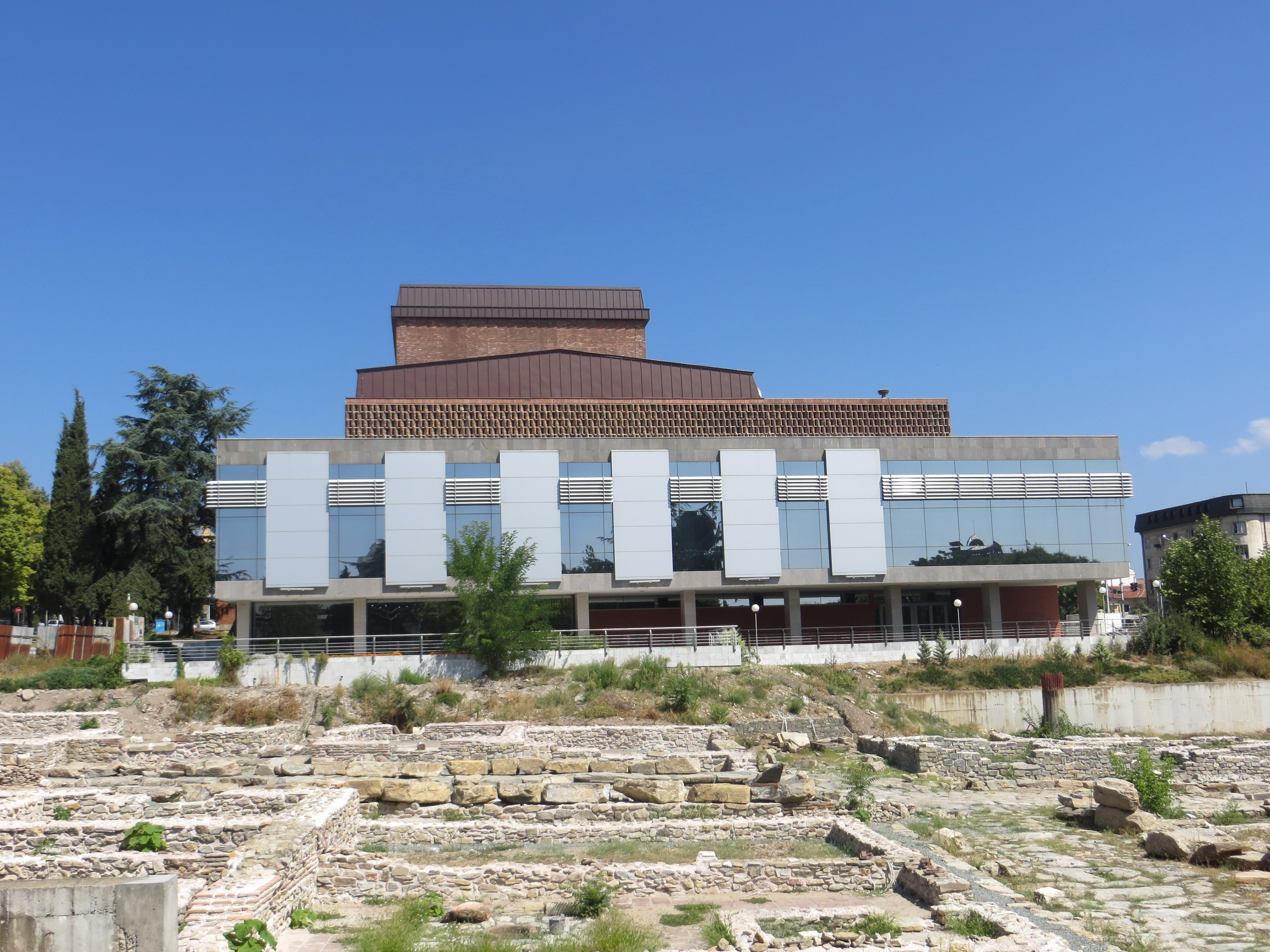
Az Állami Operaház
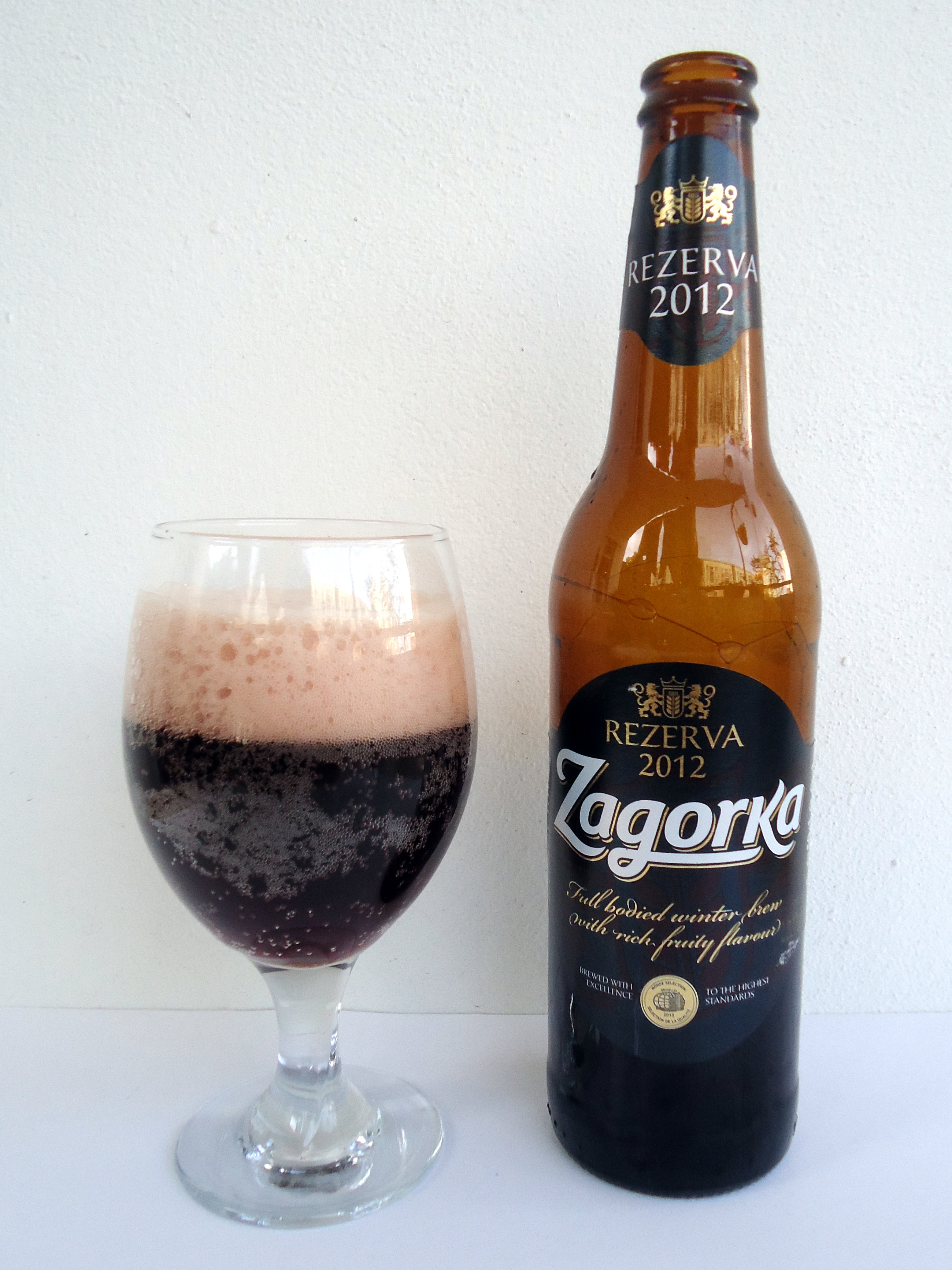
Zagorka sör